# Parque Bicentenario de Concepción
El Parque Bicentenario de Concepción es una explanada pública de 3,0 hectáreas situado en la comuna homónima en el Gran Concepción, Chile, limitada por las avenidas Central Norte, Central Sur, Costanera y Pascual Binimelis.

## Historia y características
Presentado como parte del Plan seccional Ribera Norte del río Biobío de 2004, desarrollado por el Ministerio de Vivienda y Urbanismo,el proyecto formó parte del denominado «Eje Bicentenario», siendo considerado un nuevo barrio cívico para Concepción.
El proyecto incluyó la construcción de la sede del Gobierno Regional en la antigua estación de ferrocarriles, diseñada por Smiljan Radic; en el parque urbano Ribera Norte —conocido oficialmente como Parque Los Españoles—y el Teatro Biobío, también adjudicado por concurso público a Smiljan Radic, Gabriela Medrano y Eduardo Castillo.
Desde 2015 alberga el Festival Rock en Conce, cuya edición de 2025 recibió a 175 mil personas en su primera jornada, y también suele albergar las fondas oficiales de la ciudad.
En 2023, el Consejo Regional del Biobío aprobó los fondos para la construcción de un Museo de la Memoria y los Derechos Humanos frente al parque.